# Saint-Alban-sur-Limagnole
Saint-Alban-sur-Limagnole  (okcitán nyelven Sench Aubanh) község Franciaország déli részén, Lozère megyében. A megye 7. legnépesebb települése. Kantonszékhely, a Terres d’Apcher Településtársulás központja.

## Fekvése
Saint-Alban-sur-Limagnole a Margeride-hegység nyugati oldalán, 950 méteres  (a községterület 872-1305 méteres) tengerszint feletti magasságban fekszik, a Limagnole patak (a Truyère mellékvize) partján; Mende-tól 40 km-re északra, Saint-Chély-d’Apchertől 12 km-re keletre, Le Malzieu-Villetől 11 km-re délkeletre. A Limagnole-ba a város közelében ömlik a Guitard patak. A község területének 25%-át (1295 hektár) erdő borítja.
Nyugatról Rimeize és Saint-Chély-d’Apcher, északnyugatról Le Malzieu-Forain, északkeletről Lajo, keletről Saint-Eulalie, délről Fontans és Saint-Denis-en-Margeride községek határolják.
A községhez számos elszórt falu és tanya tartozik: Le Marlet, Ferluc, Les Courses, Le Rouget, Les Faux, Le Charzel, Limbertès, La Malige, Chassefeyre, Chinchazes, Le Villaret, Grazières-Mages, La Rouvière.
Le Malzieu-Ville-el és a Mende-ot Saint-Chély-d’Apcher-vel összekötő N106-os főúttal a D4-es megyei út; Rimeize-el a D987-es út köti össze. A község nyugati határát a Truyère folyó alkotja.

## Története
A község a történelmi Gévaudan Apcher-i báróságához tartozott. A középkorban erre vezetett a Via Podiensis zarándokút Le Puy-ből Santiago de Compostelába. A település nevét Szent Albanról, Britannia első vértanújáról kapta, akinek templomát is szentelték. 1245-ben várat építettek itt, melyet az angolok 1364-ben megszálltak. A 16. században a Calvisson-család kastélyt épített itt.
Az 1740-es években a Molette de Morangiès-bárók székhelye lett, akik korábban a Canilhaci báróság birtokosai voltak. 1837-ben a korábban Saint-Albanhoz tartozó Lajo külön községgé alakult. 1847 júniusában a község neve Saint-Albanról Saint-Alban-sur-Limagnole-ra változott.

### Demográfia
| Év   | Lakosság |
| ---- | -------- |
| 1793 | 2100     |
| 1851 | 2249     |
| 1876 | 2476     |
| 1901 | 2808     |
| 1936 | 2382     |

| Év   | Lakosság |
| ---- | -------- |
| 1946 | 2132     |
| 1954 | 2188     |
| 1962 | 2342     |
| 1968 | 2309     |

| Év   | Lakosság |
| ---- | -------- |
| 1975 | 2245     |
| 1982 | 2128     |
| 1990 | 1928     |
| 2010 | 1505     |

## Nevezetességei
- Kastély - a középkori vár átépítésével a 16. században alakult ki. 1740 körül a Morangiès-család birtoka lett. 1765-ben innen irányították a gévaudani fenevad utáni hajtóvadászatot. 1821-ben a romos állapotú kastélyt pszichiátriai kórházzá alakították át, ahol François Tosquelles híres katalán pszichiáter is tevékenykedett. A második világháború idején internálótáborként működött. 1972-ben leégett, ezután felújították, majd 1993 megyei tulajdonba került mint múzeum és turistahivatal.
- Saint-Alban templom - auvergne-i román stílusban épült a 11. században. Alaprajza latin kereszt formájú, harangtornya 19. századi.
- Le Villaret-ban 16. századi kastély található.
- A zarándokok Szent Rókus-kápolnáját a 19. században építették.
- A község területén számos gránitkereszt található, a legrégebbi 16. századi.
- A város egyik legrégebbi lakóháza a Maison Vincent a 17. századból.
- Az első világháború áldozatainak emlékművét 1924-ben emelték.
- 18. századi malmok (Moulin de Pic, Le Moulinet).

## Híres emberek
- A második világháború alatt a Saint-Alban-i kastélyba internálták többek között Paul Éluard és Tristan Tzara költőket, valamint Georges Canguilhem filozófust.

## Kapcsolódó szócikk
- Lozère megye községei